# Sécurité sociale en Italie
La Sécurité sociale en Italie est principalement financée par les cotisations sociales, mais aussi par les impôts.

## Prestations

### Prestations familiales
- Allocation universelle unique pour enfants à charge ;
- Bonus crèche (Bonus asilo nido) ;
- Congé d'allaitement (Permesso per allattamento) ;
- Congé parental.

### Travailleurs indépendants
- Allocation chômage mensuelle[3] (DIS-COLL)
- Allocation de revenu extraordinaire et de continuité opérationnelle[4] (ISCRO)
- Allocation de chômage pour les travailleurs indépendants du secteur du divertissement[5] (ALAS)
- Allocation de discontinuité pour les travailleurs du spectacle[6]

### Chômage
- Allocation mensuelle de chômage[7] (NASpI)